# Dasypoda vulpecula
Dasypoda vulpecula är en biart som beskrevs av Lebedev 1929. Dasypoda vulpecula ingår i släktet byxbin, och familjen sommarbin. Inga underarter finns listade i Catalogue of Life.